# Internationaux de Strasbourg 2020/Qualifikation
Dieser Artikel zeigt die Ergebnisse der Qualifikationsrunden für die Internationaux de Strasbourg 2020 der Damen. Insgesamt nahmen 8 Spielerinnen am 20. September 2020 an der Qualifikation teil.

## Einzel

### Setzliste
| Nr. | Spielerin        | Erreichte Runde |
| --- | ---------------- | --------------- |
| 01. | Zhang Shuai      | qualifiziert    |
| 02. | Christina McHale | qualifiziert    |
| 03. | Greet Minnen     | qualifiziert    |
| 04. | Ellen Perez      | qualifiziert    |

| Nr. | Spielerin           | Erreichte Runde     |
| --- | ------------------- | ------------------- |
| 05. | Storm Sanders       | Lucky Loser         |
| 06. | Kateryna Bondarenko | Hauptfeld           |
| 07. | Diane Parry         | Qualifikationsrunde |
| 08. | Michaela Bayerlová  | Qualifikationsrunde |

Zeichenerklärung
- Q = Qualifikant
- WC = Wildcard
- LL = Lucky Loser
- ITF = qualifiziert über ITF-Ranking
- ALT = alternate (Ersatz)
- PR = Protected Ranking
- SE = Special Exempt
- r = retired (Aufgabe)
- d = Disqualifikation
- w.o. = walkover
- [ ] = Match-Tie-Break

### Ergebnisse
|  | Qualifikationsrunde |                    |   |   |   |
|  |                     |                    |   |   |   |
|  | 1                   | Zhang Shuai        | 7 | 3 | 6 |
|  | 5                   | Storm Sanders      | 6 | 6 | 0 |
|  |                     |                    |   |   |   |
|  | 2                   | Christina McHale   | 6 | 6 |   |
|  | ALT                 | Myrtille Georges   | 4 | 1 |   |
|  |                     |                    |   |   |   |
|  | 3                   | Greet Minnen       | 6 | 6 |   |
|  | 8 WC                | Michaela Bayerlová | 2 | 2 |   |
|  |                     |                    |   |   |   |
|  | 4                   | Ellen Perez        | 6 | 6 |   |
|  | 7 WC                | Diane Parry        | 2 | 3 |   |